# Narodowy Komitet Olimpijski i Konfederacja Sportu Danii

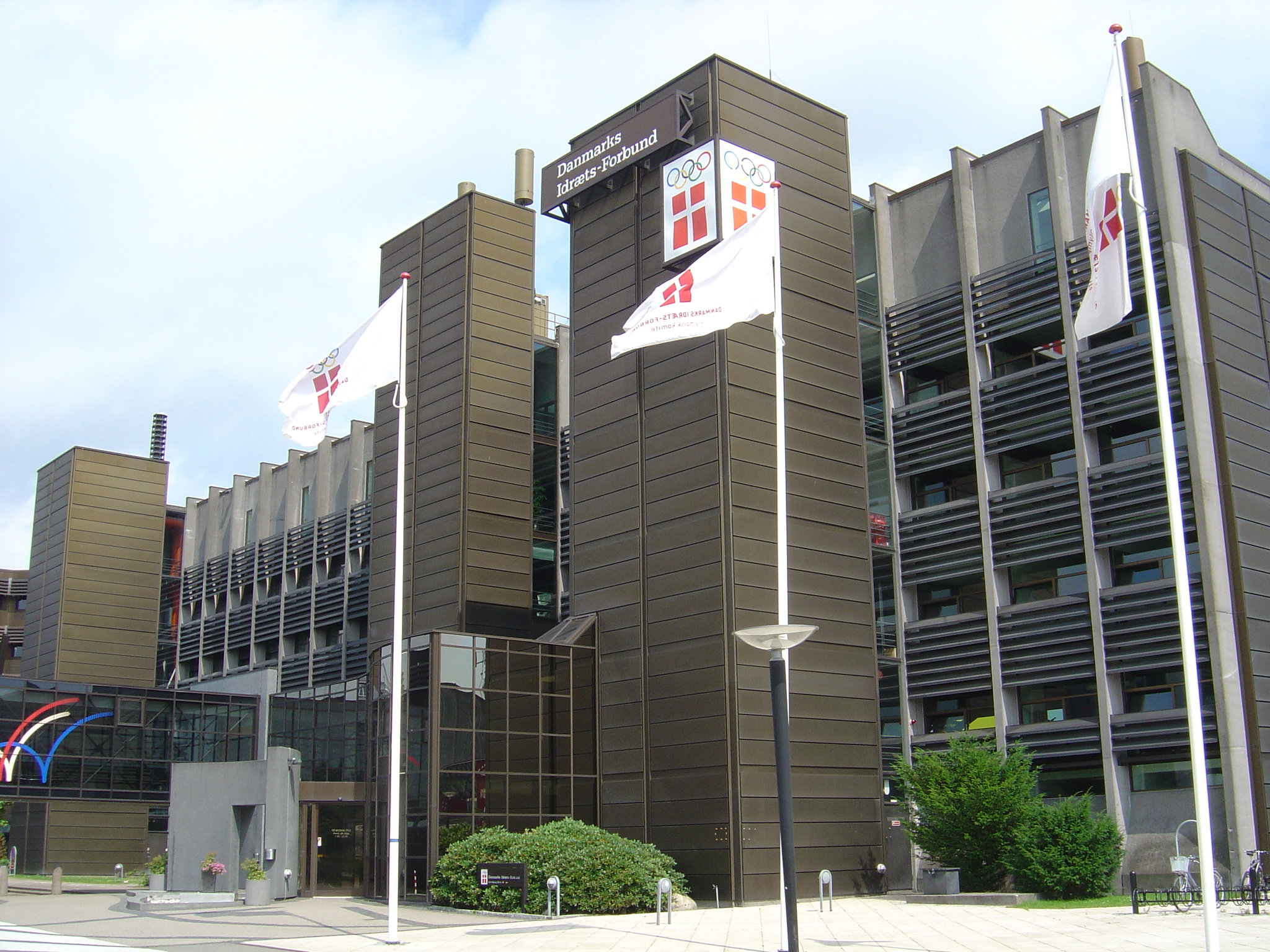
Siedziba DIF

Narodowy Komitet Olimpijski i Konfederacja Sportu Danii (duń. Danmarks Idrætsforbund), DIF – organizacja sportowa koordynująca duńskie organizacje sportowe, funkcjonująca jak Duński Narodowy Komitet Olimpijski i Duński Narodowy Komitet Paraolimpijski.
DIF jest organizacją zrzeszającą 61 federacji sportowych i ponad 1,9 miliona członków skupionych w 9827 różnych stowarzyszeniach sportowych. Skupia ona w sobie zarówno sportowców profesjonalnych jak i amatorów.
Komitet został utworzony w 1905 roku i w tymże roku został przyjęty do Międzynarodowego Komitetu Olimpijskiego.